# Erkennung
Erkennung bezeichnet einen kognitiven Prozess der Abstraktion, bei dem eine Wahrnehmung einem Begriff, Konzept oder einer Identifizierung zugeordnet wird.

## Grundlagen
In der Psychologie und Neurologie bezeichnet Erkennung den Vorgang, mit dem Lebewesen (insbesondere Menschen) aus einer Sinneswahrnehmung (sensorischen Reizen) ein Modell ihrer Umwelt erzeugen, meist durch einen Vergleich mit einem vorher erlernten Muster. Dieses Leistungsvermögen wird auch als die gnostische Bedeutung der Sinnesorgane bezeichnet.
Analog wird der Begriff in der Informatik und Robotik verwendet, um zu beschreiben, wie ein Computerprogramm durch Analyse von Sensordaten diese einem abstrakten Konzept zuordnet (künstliche Intelligenz). Wichtige Rolle spielt das auch in der automatisierten Identifikationstechnik (Identitätsfeststellung).

## Spezialgebiete
- Mustererkennung – Basistechnologie
- Gesichtserkennung
- Iris-Erkennung
- Spracherkennung (akustische Daten)
- Texterkennung (visuelle Daten)